# Parkius karenwishnerae
Parkius karenwishnerae is een eenoogkreeftjessoort uit de familie van de Parkiidae. De wetenschappelijke naam van de soort is voor het eerst geldig gepubliceerd in 1996 door Ferrari F.D. & Markhaseva.